# Kraiszewo
Kraiszewo (ros. Краишево) – wieś w Rosji, w obwodzie wołgogradzkim, w rejonie jełańskim. W 2010 liczyła 1204 mieszkańców.